# Margarita, Cuneo
Margarita là một đô thị tại tỉnh Cuneo trong vùng Piedmont của Italia, vị trí cách khoảng 70 km về phía nam của Torino và khoảng 11 km về phía đông của Cuneo. Tại thời điểm ngày 31 tháng 12 năm 2004, đô thị này có dân số 1.342 người và diện tích 11,5 km².
Margarita giáp các đô thị: Beinette, Chiusa di Pesio, Mondovì, Morozzo và Pianfei.